# Bob Lessey
Robert „Bob“ Lessey (* 16. März 1910 in Britisch Westindien; † 13. Dezember 1989 in Brooklyn, New York City) war ein US-amerikanischer Jazzmusiker (Gitarre), der in der Swingära der 1930er-Jahre aktiv war.
Lesseys professionelle Karriere begann, als er in seiner Heimat Gitarrist in einem Orchester unter der Leitung des Trompeters Tommy Jones aus New York City spielte. Lessey bekam dann Kontakt zu Bill Brown und dem einflussreichen Sam Wooding, bevor er dann ab den frühen 1930er-Jahren in verschiedenen Swingbands in New York arbeitete. Erste Aufnahmen entstanden 1934, als er bei Tiny Bradshaw spielte („At the Darktown Strutters Ball“). 1936 wechselte er zu Fletcher Henderson und war Teil der Rhythmusgruppe aus Israel Crosby (Bass), Horace Henderson (Piano/Arrangement) und Sid Catlett (Schlagzeug). In dieser Zeit wirkte er auch bei Aufnahmen von Teddy Wilson („Mary Had a Little Lamb“) mit. 1938–40 spielte er bei Don Redman, dann bei Lucky Millinder (ohne an Aufnahmen mitzuwirken). Im Bereich des Jazz war er laut Tom Lord zwischen 1934 und Anfang 1940 an zwölf Aufnahmesessions beteiligt. Nach 1941 verließ Lessey die Musikszene und arbeitete fortan im öffentlichen Dienst der Stadt New York.